# Preparato 500

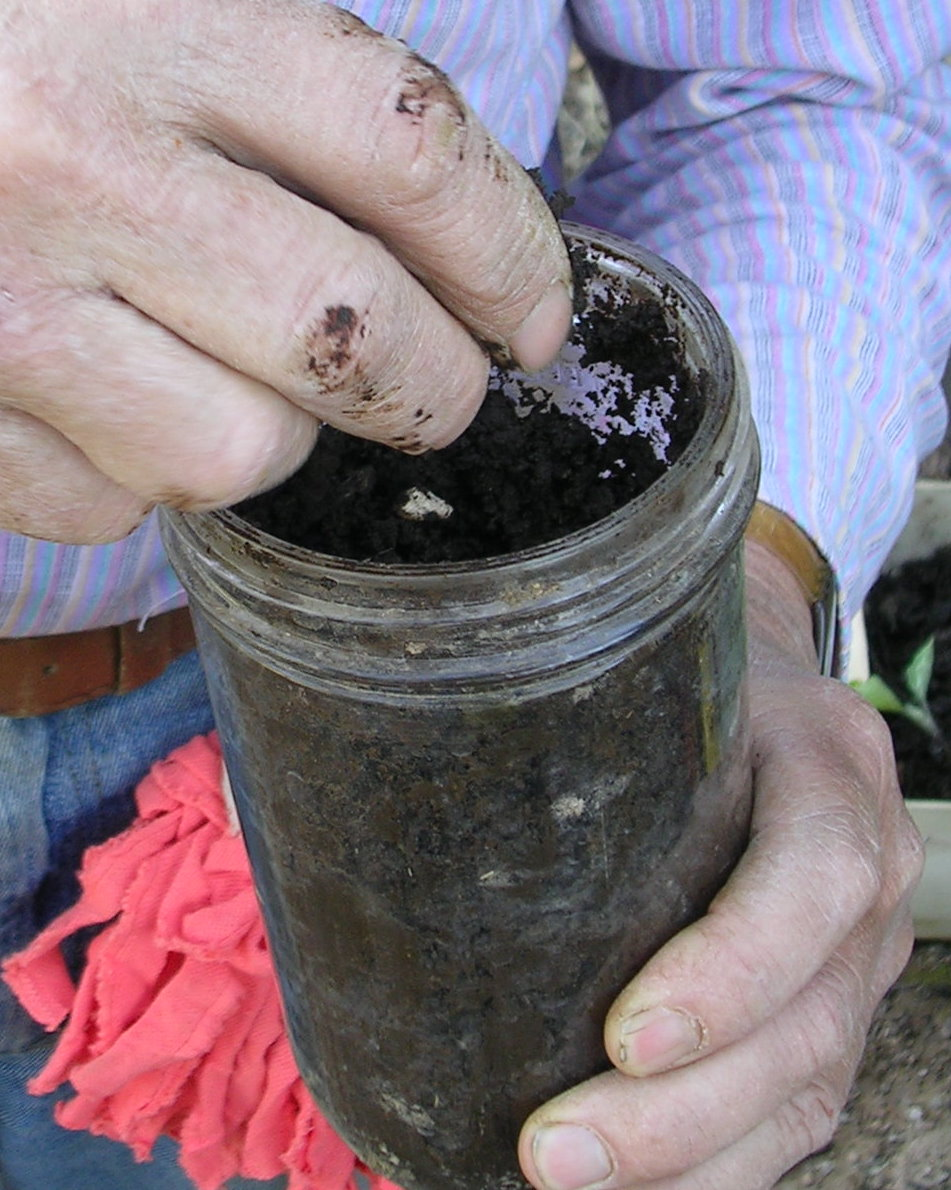
Cornoletame o "preparato 500"

Il preparato 500, altrimenti detto Cornoletame è utilizzato nell'agricoltura biodinamica descritta da Rudolf Steiner. Il preparato 500 è costituito da letame di vacca infilato nel cavo di un corno proveniente da una vacca che abbia partorito almeno una volta. Il corno, una volta riempito, viene sotterrato per lasciarlo fermentare durante l'inverno. Il composto viene recuperato nei giorni prossimi alla Pasqua, quando ormai si è trasformato in humus e ha perso l'odore del letame, acquisendo quello nobile del sottobosco.
Viene allora distribuito, miscelato e diluito con acqua (in gergo dinamizzato), con lo scopo (presunto e non dimostrato) di incrementare la resa produttiva del terreno.

## Esoterismo soggiacente

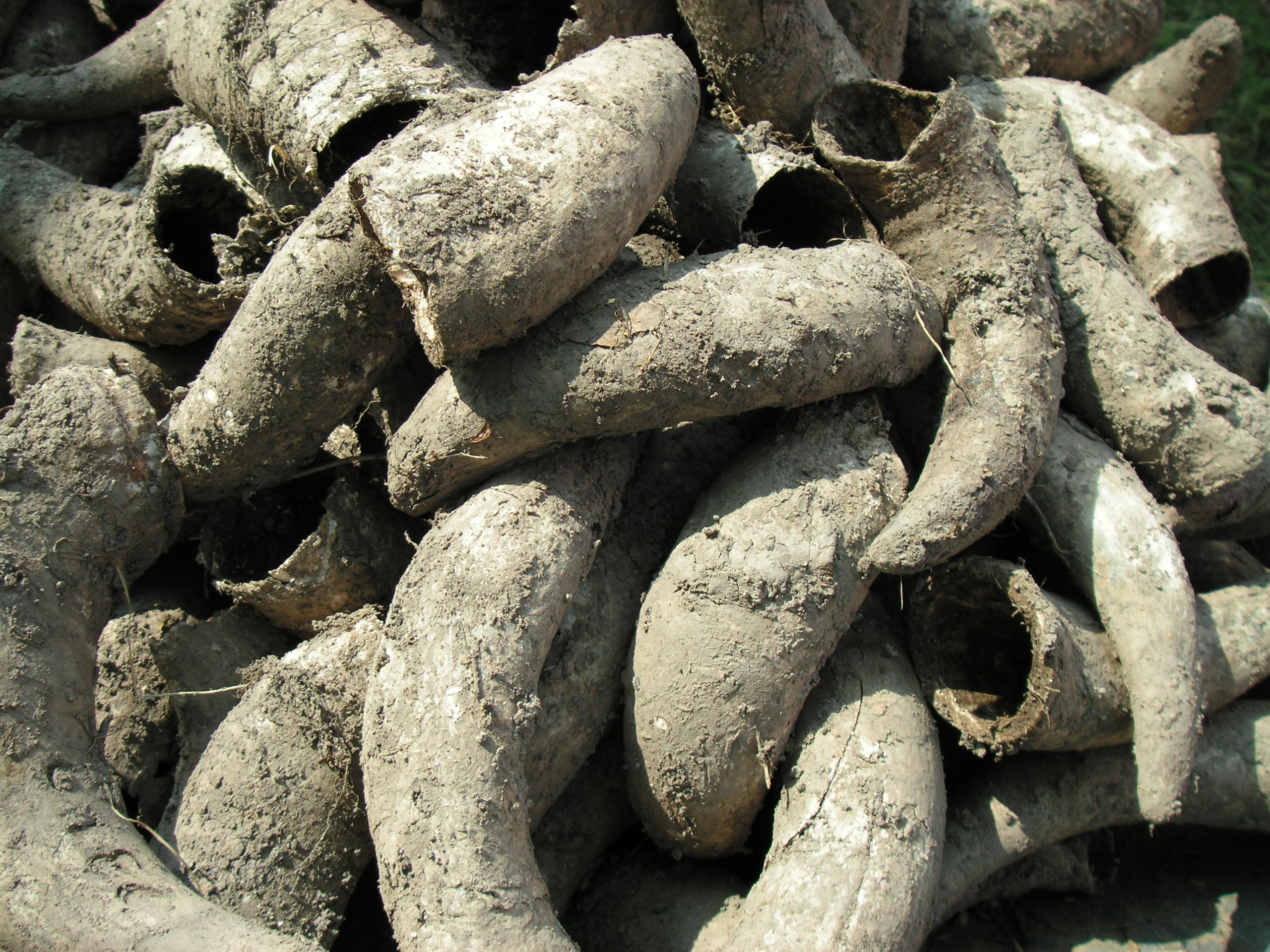
Corna utilizzate nella realizzazione del preparato

Steiner spiega così l'importanza di conservare il preparato in un corno di vacca:
()
I concetti espressi da Steiner in merito al preparato 500 non hanno alcun fondamento scientifico e sono considerati un esempio di pseudoscienza. Infatti, anche se qualcuno riuscisse a misurare strumentalmente queste fantomatiche "forze formative eterico-astrali", non si comprende perché proprio le corne di vacca sarebbero gli agenti e non, ad esempio, quelle di capra o di qualsiasi altro animale.
Nonostante ciò vi sono studi scientifici che si occupano di questo argomento. Nessuno di essi ha mai dimostrato un'efficacia delle tecniche biodinamiche rispetto alle normali tecniche biologiche.